# Enomau (escravo rebelde)
Enomau (em latim Œnomaus) foi um gladiador gaulês, da escola de gladiadores de Lêntulo Batiato em Cápua. Junto com o trácio Espártaco e o seu colega gaulês Criso, Enomau tornou-se num dos líderes dos escravos rebeldes durante a Terceira Guerra Servil (73 a.C.-71 a.C.), mas morreu cedo na guerra.
Enomau esteve implicado num dos primeiros sucessos do exército de escravos, a derrota do exército do pretor Caio Cláudio Glabro, que tratara de sitiar o exército de escravos perto do Monte Vesúvio.
Enomau caiu na batalha ainda antes do seu colega, Criso, possivelmente durante o Inverno de 73 a. C - 72 a.C., quando o exército de escravos saqueava cidades do sul da Itália.